# 데모 (음악)
데모(demo)는 샘플 음원을 녹음한 노래이다. 데몬스트레이션(demonstration)의 준말이다. 작곡자와 연주가가 음악의 개요를 알리기 위해 만든 곡을 가리키는 경우가 많다.
엘튼 존과 도노반은 다른 아티스트들을 위한 데모 녹음을 통해 자신들의 초기 경력에서 스튜디오 경험을 쌓았다.